# دایسلینگن
دایسلینگن (به آلمانی: Deißlingen) یک شهر در آلمان است که در روتوایل واقع شده‌است. دایسلینگن ۶٬۰۸۰ نفر جمعیت دارد.